# Tân Dân, Phú Xuyên
Tân Dân là một xã thuộc huyện Phú Xuyên, thành phố Hà Nội, Việt Nam.
Xã Tân Dân có diện tích 7,6 km², dân số năm 1999 là 7202 người, mật độ dân số đạt 948 người/km².

## Hành chính
Xã Tân Dân được chia thành 7 thôn.

## Làng nghề Đại Nghiệp
Làng nghề Đại Nghiệp là một làng nghề mộc mỹ nghệ truyền thống có từ lâu đời. Nguyên tên cũ là làng Già Cầu, sau đổi thành làng Tre. Từ năm 1948, làng có tên hành chính là thôn Đại Nghiệp, còn gọi là làng Đại Nghiệp. Tuy nhiên, cư dân vẫn quen gọi là làng Tre.
Trong làng vẫn còn nhiều di tích cổ như đình làng, Đình Trong, chùa cổ, miếu thờ Thành hoàng, giếng Cầu Bà, lăng thờ Đô đốc Uẩn Nghĩa hầu, Tổng thái giám, Đô chỉ huy sứ, đại tướng quân Nguyễn Hoàng Lộc (dân gian gọi là Lăng cụ Quan Lớn họ Nguyễn Xuân), các nhà thờ họ Phan, họ Nguyễn Xuân, họ Hoàng, họ Nguyễn Đình, họ Nguyễn Thế,...
Làng có khoảng 3.000 nhân khẩu. Khoảng 90% hộ gia đình làm nghề mộc mỹ nghệ với các sản phẩm đồ gỗ với độ tinh xảo cao.